# À toute épreuve (film, 2014)
Pour les articles homonymes, voir À toute épreuve.
Pour plus de détails, voir Fiche technique et Distribution.
À toute épreuve est un film français réalisé par Antoine Blossier et sorti en 2014.

## Synopsis
Dans le lycée Le Corbusier, il y a Greg (Thomas Solivérès). Celui-ci passe son bac cette année mais ce n'est pas gagné. S'il veut pouvoir continuer à vivre son histoire d'amour avec la belle Maeva, il va devoir préparer un cambriolage irréel et qui doit rester invisible : voler les sujets du bac ! Il décide alors de monter une équipe composée notamment de son meilleur ami Yani (Samy Seghir), de Fati (Melha Bedia) et de Scarface (La Fouine), qui avait déjà essayé de commettre ce braquage il y a 10 ans, avant de se faire prendre au dernier moment.

## Fiche technique
- Titre : À toute épreuve
- Réalisation : Antoine Blossier
- Production : Éric Jehelmann et Philippe Rousselet
- Sociétés de production : Gaumont, Quasar Pictures, France 2 Cinéma, Nexus Factory, Jerico, en association avec la SOFICA Cofinova 10
- Musique : Romaric Laurence
- Décors : Alexandre Vivet
- Costumes : Agnès Beziers
- Photographie : Pierre Aïm
- Société de distribution : Gaumont Distribution
- Genre : comédie
- Durée : 97 minutes
- Langue : français
- Date de sortie : France : 9 juillet 2014[1]

## Distribution
- Marc Lavoine : M. Brice Lefoll
- Valérie Karsenti : Christine Mollet
- Thomas Solivérès : Greg Mollet
- Samy Seghir : Yani
- La Fouine : Émile dit « Scarface »
- Louise Grinberg : Ophélie Lefoll
- Mathilde Warnier : Maéva
- Melha Bedia : Fati
- Finnegan Oldfield : Lebars
- Alison Wheeler : Britney
- Waly Dia : Fausto
- Joseph Malerba : Kim N'Guyen
- Julian Bugier : lui-même (scène inter-générique)

## Box-office
Box-office français au 22 juillet 2014 : 234 187 entrées.

## Autour du film
- Après avoir renversé une des camionnettes contenant les sujets du bac, Scarface dit au conducteur : « Eh bien maintenant elle va marcher beaucoup moins bien… forcément ! », reprenant mot pour mot la réplique de Bourvil dans Le Corniaud.